# Lutjanus ophuysenii
Lutjanus ophuysenii är en fiskart som först beskrevs av Bleeker, 1860.  Lutjanus ophuysenii ingår i släktet Lutjanus och familjen Lutjanidae. Inga underarter finns listade i Catalogue of Life.